# Astragalus roessleri
Astragalus roessleri är en ärtväxtart som beskrevs av Dieter Podlech. Astragalus roessleri ingår i släktet vedlar, och familjen ärtväxter. Inga underarter finns listade i Catalogue of Life.